# Waterzooi
Waterzooi is een typisch Gents eenpansgerecht gemaakt van kip of vis, groenten, room en aardappelen. Het wordt opgediend samen met brood.
De naam is afgeleid van zode, het product van 'zieden' ofwel koken.
Waarschijnlijk was het oorspronkelijk middeleeuws gerecht op basis van zoetwatervis die in de Gentse rivieren, grachten, vesten en kanalen ruim voorhanden was. Vooral aan de watermolenbrug en haar intussen verdwenen watermolen viel bij het malen van graan bloem in het water en kon de vis gemakkelijk worden gevangen. Onder meer de kwabaal werd voor waterzooi gebruikt. Wellicht werd de riviervis die oorspronkelijk werd gebruikt voor het gerecht schaarser of ongezond door vervuiling van het water. Vandaar dat in de standaardversie de vis is vervangen door kip.
Het was het lievelingsgerecht van keizer Karel V, die geboren was te Gent en dit at in het Sint-Jorishof als hij in Gent vertoefde.